# Parque nacional Currawinya
Currawinya es un parque nacional en Queensland (Australia), ubicado a 170 km al suroeste de Cunnamulla y a 828 km al oeste de Brisbane. Es parte de la biorregión Tierras de Mulga, una zona de llanura arenosa seca con pequeños árboles y arbustos. El río Paroo pasa por el parque.

## Historia
El parque contiene muchos sitios de importancia cultural, que indican un largo período de la ocupación aborigen y el uso de los humedales dentro del parque. El parque era previamente tierra de pastoreo. En 1991, el gobierno de Queensland compró dos propiedades, Currawinya y Caiwarro Homestead. En Queensland todavía existen los restos de la propiedad, la maquinaria y aún se ve un dique En 2015 el tamaño del parque se duplicó después de que el gobierno del estado adquiriera tres propiedades adyacentes.

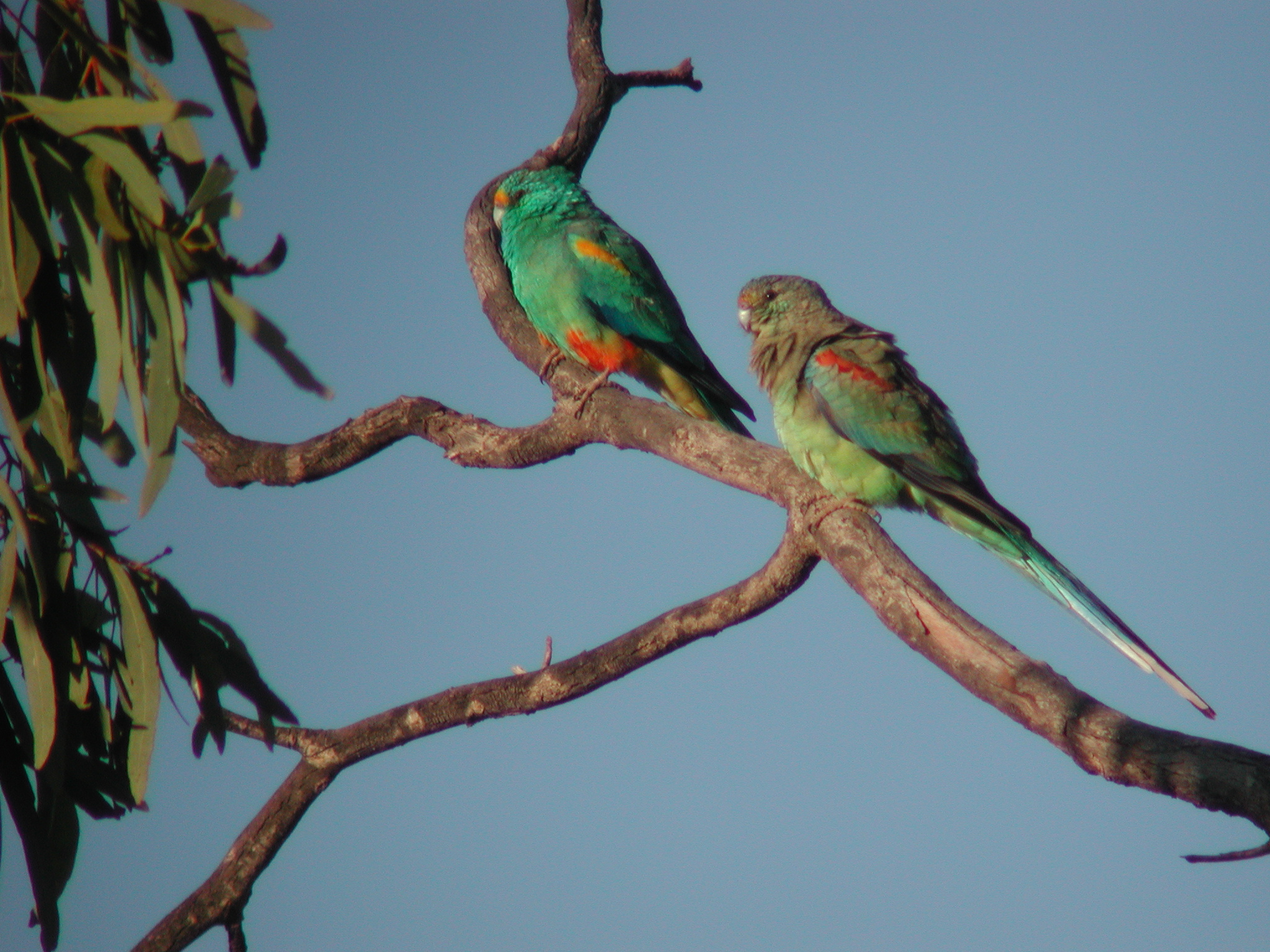
Macho y hembra de loros de Mulga.

## Medio ambiente
Los lagos Numalla y Wyara dentro del parque están en la lista de sitios Ramsar (humedales), sitios de importancia internacional. El lago Numalla es de agua dulce mientras que el lago Wyara es salino. Estos lagos proporcionan hábitats importantes a las aves acuáticas en épocas de sequía y en la migración de limícolas que viajan a través del interior de Australia. Se han registrado 200 especies de aves en el parque El parque se encuentra dentro de la zona inundable de importancia para las aves de Paroo y Currawinya, identificada como tal por BirdLife International debido a su importancia para un gran número de aves acuáticas, cuando se dan las condiciones adecuadas.
Han sido identificadas un total de 14 especies amenazadas dentro del parque.

## Recinto para el Bilby
Una característica del parque es un recinto de 25 kilómetros cuadrados para el bilby rodeado por una cerca a prueba de depredadores. El recinto electrificado se abrió en 2001. Los bilbies rehabilitados y los criados en cautividad prosperan dentro de la seguridad del recinto. La cerca fue dañada por las inundaciones a finales de 2011 y principios de 2012.  La rotura permitió que los gatos salvajes entraran en el área. Los gatos resultaron difíciles de eliminar y pusieron en peligro la cría de los bilby en el recinto.

## Instalaciones
La pesca, el piragüismo y la natación son actividades recreativas populares en el parque